# Ciclul ureei

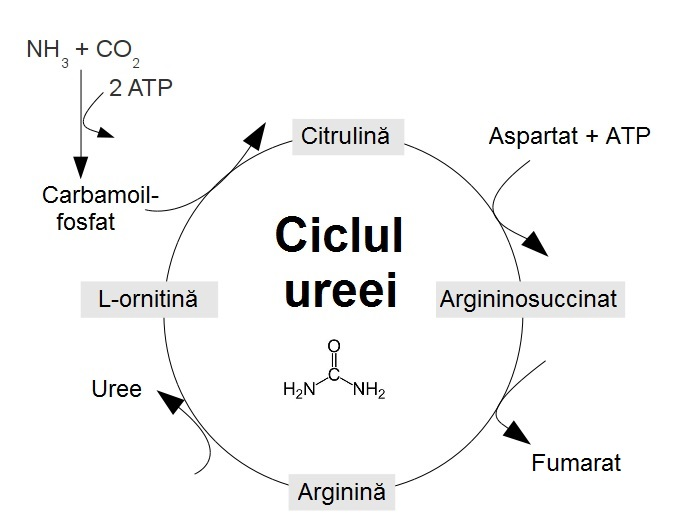
Ciclul ureei, simplificat

Ciclul ureei (denumit și ciclul ureogenetic sau ciclul ornitinei) este un ciclu de reacții biochimice care are ca scop producerea în organism a ureei (NH2-CO-NH2) din amoniac (NH3). Principalul scop al ciclului ureei este de eliminare a amoniacului foarte toxic; fiind transformat în uree, se asigură eliminarea acestuia prin excreție. A fost primul ciclu metabolic descoperit (de către Hans Krebs și Kurt Henseleit în 1932), cu cinci ani înaintea descoperirii ciclului Krebs. Ciclul ureei are loc primar la nivel hepatic și în foarte mică măsură în rinichi.

## Reacțiile ciclului

Reacțiile ciclului ureei
1 L-ornitină; 2 carbamoil-fosfat; 3 L-citrulină; 4 argininosuccinat; 5 fumarat; 6 L-arginină; 7 uree; L-Asp L-aspartat
CPS-1 carbamoil-fosfat-sintetază I; OTC ornitin-transcarbamoilază; ASS argininosuccinat-sintetază; ASL argininosuccinat-liază; ARG1 arginază

În urma procesului, ureea este generată din două grupe amino, una obținută de la NH4+ și una de la aspartat, și dintr-un atom de carbon ce provine de la HCO3−. Un singur ciclu este alcătuit din cinci etape principale. În prima etapă are loc intrarea amoniacului în ciclu, prin intermediul carbamoil-fosfatului. Ciclul se desfășoară în mitocondrie (primele două etape) și în citosol (ultimele 3 etape).
| Etapă | Reactanți                   | Produși                      | Enzime             | Localizare  |
| ----- | --------------------------- | ---------------------------- | ------------------ | ----------- |
| 1     | NH3 + HCO3− + 2ATP          | carbamoil-fosfat + 2ADP + Pi | CPS1               | mitocondrie |
| 2     | carbamoil-fosfat + ornitină | citrulină + Pi               | OTC, zinc, biotină | mitocondrie |
| 3     | citrulină + aspartat + ATP  | argininosuccinat + AMP + PPi | ASS                | citozol     |
| 4     | argininosuccinat            | arginină + fumarat           | ASL                | citozol     |
| 5     | arginină + H2O              | ornitină + uree              | ARG1, mangan       | citozol     |